# Thagria marcida
Thagria marcida är en insektsart som beskrevs av Nielson 1977. Thagria marcida ingår i släktet Thagria och familjen dvärgstritar. Inga underarter finns listade i Catalogue of Life.